# Duke Ellington
Edward Kennedy "Duke" Ellington (Washington, 1899. április 29. – New York, 1974. május 24.) többszörös Grammy-díjas amerikai zenekarvezető, zongorista, zeneszerző, a jazz és az amerikai zene egyik legnagyobb hatású alakja.

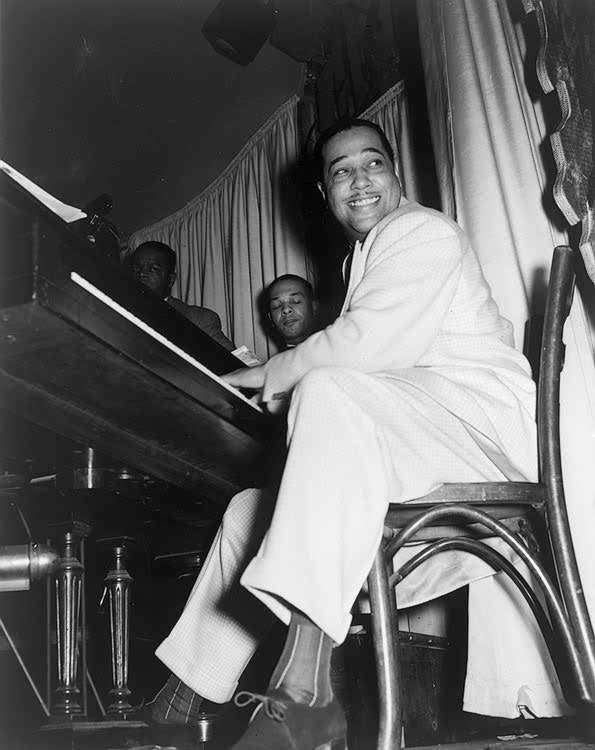
Duke Ellington a Hurricane Clubban (1943)

## Életútja

### Kezdetek
1899. április 29-én született Washingtonban. A Duke (azaz herceg) becenevet gyermekkori barátai aggasztották rá elegáns öltözete és arisztokratikus modora miatt (az apja komornyik volt). Nyolcéves korától vett zongoraleckéket, de akkor még jobban vonzotta a baseball. 14 éves volt, amikor profi zongoristák játékának hatására felébredt benne a komoly érdeklődés a hangszer iránt. Iskola után ún. soda shopban dolgozott, ez ihlette első, számon tartott művét, a Soda Fountain Raget. Képezte magát, kottaolvasást és összhangzattant is tanult, valamint ragtime zongoristákat utánzott. Eleinte Washington környéki klubokban és kávézókban lépett fel, majd a barátaival alakított zenekarral bálokon és követségi partikon zenéltek fehér közönségnek is, ami akkoriban ritkaságszámba ment.

### A szesztilalom időszaka
Helyi sikereik ellenére úgy döntött, elfogad egy meghívást Wilbur Sweatman New York-i zenekarába. 1923-ban az Elmer Snowden vezette Washingtoniansban játszott, amelynek a vezetését is ő vette át a következő évben. 1927-re a keleti parton már jól ismertek voltak, és az év végén elnyerték a harlemi Cotton Club házizenekari státuszát, amelyben 1931-ig megmaradtak. Ez hatalmas lehetőség volt, és a heti rendszerességű rádióadások meghozták a felemelkedést Ellingtonnak. A szesztilalom időszaka volt ez, a közönség kizárólag fehérekből állt, akik buja örömöket kerestek Harlemben, a fekete előadók pedig azt nyújtották nekik, amit kívántak: tánczenét, vaudeville-t, burlesque-et, valamint a lealacsonyító megnevezésű jungle soundot. A 30-as évek folyamán a Duke sok felvételt készített, amerikai és európai turnékra ment, s népszerűsége nőttön nőtt. Olyan kifejezések kezdtek feltűnni a sajtóban, mint „Amerika legnagyobb élő zeneszerzője”, de Ellington továbbra is szerényen csak „a mi zongoristánk”-nak titulálta önmagát. Zenészei közül megemlítendő Juan Tizol pozanos, Cootie Williams trombitás és a nagyszerű esz-altós, Johnny Hodges.

### Aranykor
Billy Strayhorn 1939-ben lépett be a zenekarba mint hangszerelő, zeneszerző, alkalmi zongorista, Ellington legjobb barátja és zenei alteregója. Nagyjából ugyanekkor érkezett a tenorszaxofonos Ben Webster és a briliáns fiatal bőgős, Jimmy Blanton. Egybehangzó vélemények szerint a Blanton-Webster párossal a zenekar néhány olyan számot készített, amelyek Ellington életművének legjavába tartoznak. Az afro-amerikaiak történetét illusztráló Black, Brown and Beige szvitet 1943-ban mutatták be a Carnegie Hallban, Ellington gyakorlatilag ezzel lépett elő az éjszakai klubok elismert előadójából komoly művésszé. Ezt a koncertet 1948-ig öt másik követte, mindegyiken az alkalomra kidolgozott, hosszabb lélegzetvételű szvitet játszottak.

### Pangás és másodvirágzás
Az 50-es évekkel beköszöntött a szólóénekesek és a rock & roll kora, s egyúttal leáldozott a big bandeknek. A zenészek folyamatos cserélődése rányomta bélyegét a zenekar hangzására, stílusára és a hangszerelésre is, mert inkább a stabilabb, fafúvós szekcióra épített Ellington és Strayhorn. Továbbra is készítettek hosszabb kompozíciókat, de már nem csak a Carnegie Hallnak dedikálva, emellett írtak szimfonikus művet (Night Creature, 1955), televíziós produkciót (A Drum is a Woman, 1956) és filmzenét (Anatomy of a Murder, 1959). Folyamatosan turnéztak Amerikában, és az évtizedben háromszor is megjárták Európát. A kissé megkopott népszerűségüket az 1956-os Newport Jazz Festivalon adott fantasztikus koncerttel sikerült visszaállítani, amelyből egy Time címlapsztori is kerekedett. Legendássá vált Paul Gonsalves szólója a Diminuendo And Crescendo In Blue című számban, amelynek hatására a tömeg őrjöngeni kezdett.

### Diadalmenet

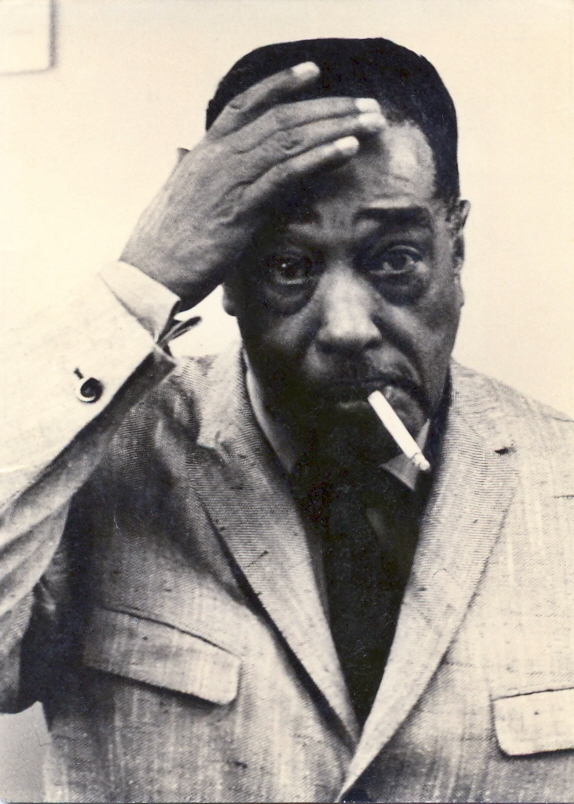
1965, Németország

A 60-as években Ellington változatlanul komponált, előadott, felvételeket készített, ekkorra azonban már számos korábbi slágere a kulturális kánon részévé vált, és a jogdíjakkal jelentősebb bevételre tett szert. Különféle elismerésekkel, kitüntetésekkel ünnepelték otthon, s immár külföldön is, megfordult Európában, a Közel-Keleten, Indiában, Japánban, Latin-Amerikában és a Szovjetunióban. Ezek az utazások újabb szerzeményeket inspiráltak, így például a Far East Suite-ot (1964) vagy az Afro-Eurasian Eclipse-t (1970). Fájdalmasan érintette Strayhorn, majd Hodges halála, az előbbi emlékezetének szentelte az And his mother called him Bill albumot (1967). Utolsó éveiben a liturgikus zene felé fordult, több vallásos számmal tárta a nyilvánosság elé a hitét, amely addig teljes mértékben a magánügyének számított. 1974. május 24-én hunyt el tüdőrákban.
Személyiségének hihetetlen vonzereje lehetett, ha 47 évig ilyen sikeresen egybetartotta a zenekart, és akadtak olyanok, mint a hűséges Harry Carney, aki mind a 47-et lehúzta a „főnökkel”. A zenekarban megforduló zenészek száma több mint százra tehető, és velük Duke mindig szót tudott érteni, egyéniségükre szabott szólókkal kedveskedett nekik, apjuk helyett is apjuk volt. Vér szerinti fia, Mercer Ellington maga is elismert zeneszerző volt, bár folyamatosan küzdött apja árnyékával.

## Emlékezete
- Duke Ellington hatása szinte felbecsülhetetlen. Stílusa az 1940-es évektől kisebb vagy nagyobb mértékben a legtöbb jazz zenekarra hatással volt.
- Kertész Ákos Makra című regényében Makra és Vali a luxemburgi adón Duke Ellingtont hallgatnak.

Duke Ellington és zenekara; big band
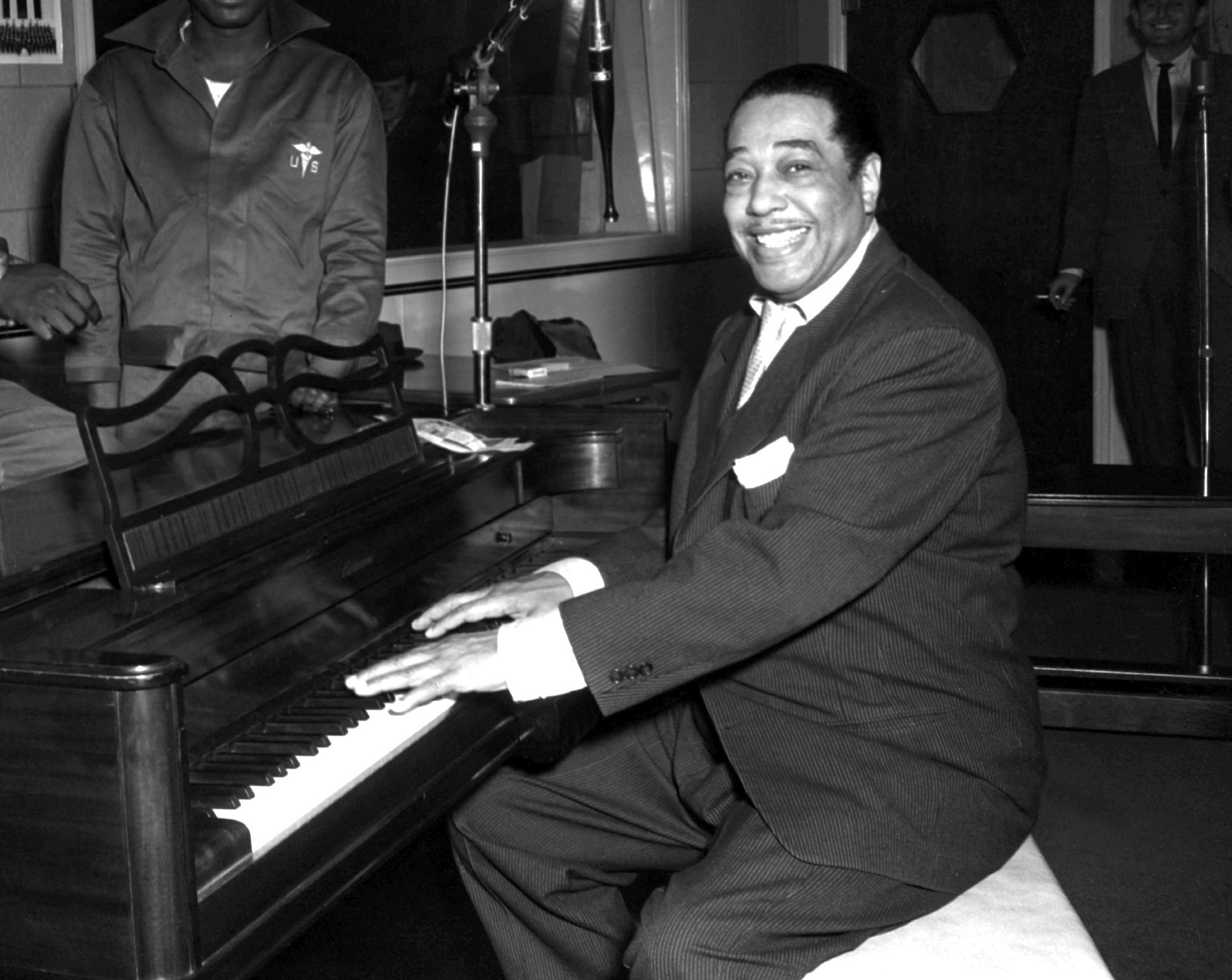
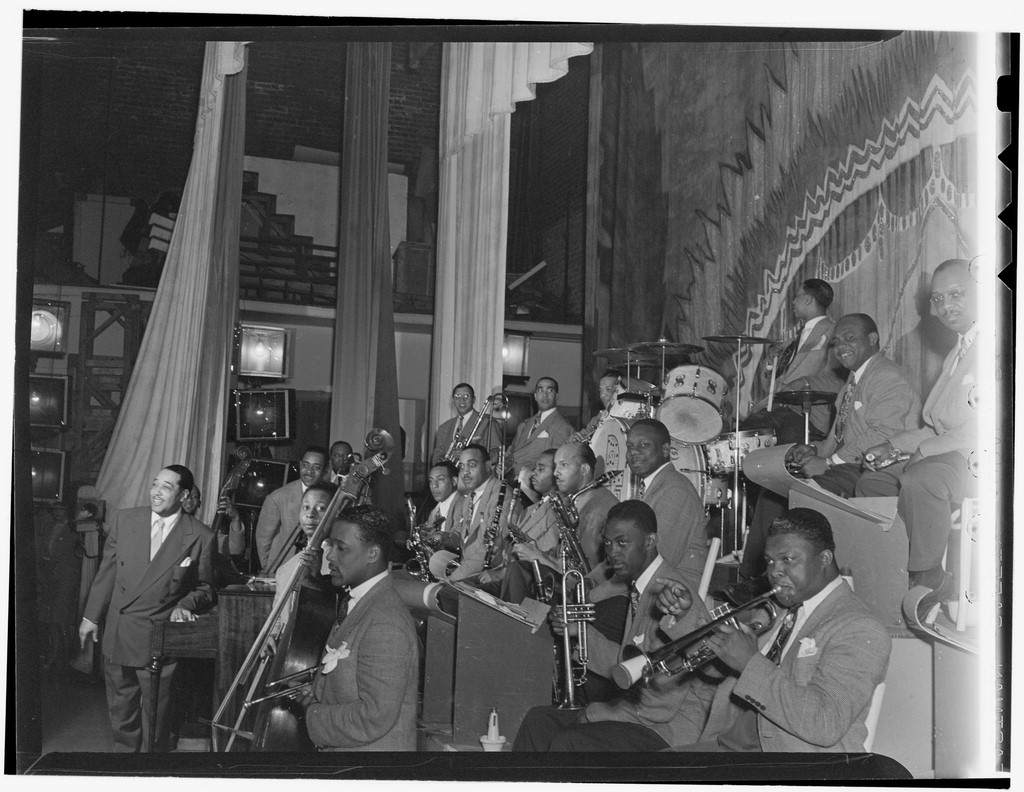
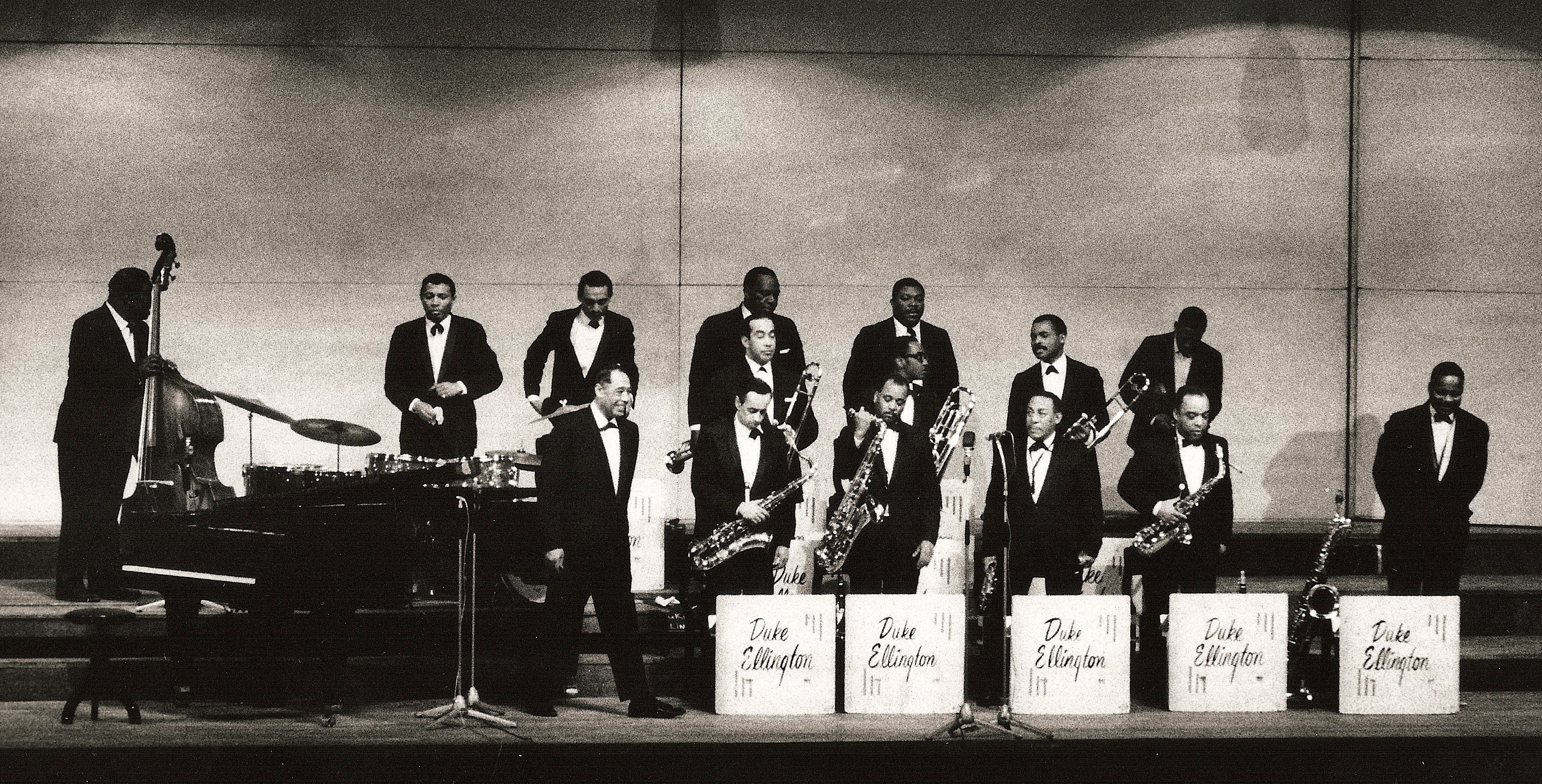

## Díjai, elismerései
Hazájában és Franciaországban is elnyerte a legmagasabb állami kitüntetést [forrás?]
13 Grammy-díjából kettőt halála után kapott.

### Ismertebb szerzeményei
Legalább 1000 kompozíció tulajdonítható neki.
- East St. Louis Toodle-Oo 1927
- Black & Tan Fantasy 1927
- Black Beauty 1928
- Creole Love Call 1928
- The Mooche 1929
- Rent Party Blues 1929
- Old Man Blues 1930
- Ring Them Bells 1930
- Mood Indigo 1931
- Rockin’ in Rhythm 1931
- It Don’t Mean a Thing (If It Ain’t Got That Swing) 1932
- Sophisticated Lady 1933
- Jungle Nights in Harlem 1934
- Harlem Speaks 1935
- In a Sentimental Mood 1935
- Echoes of Harlem 1936
- Clarinet Lament 1936
- Caravan 1937
- Blue Reverie 1937
- Jeep's Blues 1938
- Empty Ballroom Blues 1938
- Prelude to a Kiss 1938
- Battle of Swing 1939
- Blue Light 1939
- Ko-Ko 1940
- Concerto for Cootie 1940
- Conga Brava 1940
- Jack the Bear 1940
- Sepia Panorama 1940
- Cotton Tail 1940
- Never no lament (Don't get around much anymore) 1940
- I Got it Bad (and That Ain’t Good) 1941
- Just Squeeze Me (But Don't Tease Me) 1941
- C-Jam Blues 1942
- I’m Beginning to See the Light 1944
- Trumpets no end 1946
- Diminuendo in blue 1946
- Harlem 1950
- Satin Doll 1953
- A Drum Is a Woman 1956
- Malletoba Spank 1959
- Such Sweet Thunder 1959

### Szvitek, koncertművek, filmzenék
A teljesség igénye nélkül:
- Black, Brown, and Beige 1945
- Newport Jazz Festival Suite 1956
- A Drum Is a Woman 1956
- Royal Ancestry (Portrait of Ella Fitzgerald) 1957
- Shakespearean Suite 1957
- Toot Suite 1958
- Jump for Joy 1959
- Anatomy of a Murder 1959 (filmzene)
- Peer Gynt Suites Nos 1,2 (1960)
- Nutcracker Suite 1960
- Paris Blues 1961 (filmzene)
- The Far East Suite 1964
- Assault on a Queen 1966 (filmzene)
- The Second Sacred Concert 1967
- New Orleans Suite 1971

## Díjak

### Grammy-díjak
- 1959, Legjobb Filmzenei Album (Best Sound Track Album), Anatomy Of A Murder
- 1959, Legjobb Zenei Kompozíció (Best Musical Composition), Anatomy Of A Murder
- 1959, Legjobb Tánczenekari Előadás (Best Performance By A Dance Band), Anatomy Of A Murder
- 1966, Jazz Legjobb Hangszeres Előadás (Best Instrumental Jazz Performance), Ellington '66
- 1966, Legjobb Eredeti Jazz Kompozíció (Best Original Jazz Composition), In The Beginning God
- 1966, Grammy Lifetime Achievement Award
- 1967, Jazz Legjobb Hangszeres Előadás (Best Instrumental Jazz Performance), Far East Suite
- 1968, Jazz Legjobb Hangszeres Előadás (Best Instrumental Jazz Performance), And His Mother Called Him Bill
- 1968, Grammy Trustees Award
- 1971, Jazz Legjobb Big Band Előadás (Best Jazz Performance By A Big Band), New Orleans Suite
- 1972, Jazz Legjobb Big Band Előadás (Best Jazz Performance By A Big Band), Toga Brava Suite
- 1976, Jazz Legjobb Big Band Előadás (Best Jazz Performance By A Big Band), The Ellington Suites
- 1979, Jazz Legjobb Big Band Előadás (Best Jazz Performance By A Big Band), Duke Ellington At Fargo, 1940 Live

## Önéletrajzi műve magyarul
- Duke Ellington: Mindenem a muzsika; ford. Borbás Mária, versford. Tandori Dezső; Gondolat, Bp., 1979